# Spanish International 1999
Die Spanish International 1999 im Badminton fanden vom 18. bis zum 21. November 1999 in Sevilla statt. Es war die 21. Auflage des Turniers.

## Sieger und Platzierte
| Disziplin    | Gold                          | Silber                           | Bronze                             |
| ------------ | ----------------------------- | -------------------------------- | ---------------------------------- |
| Herreneinzel | Salim                         | Jyri Aalto                       | Henrik Bengtsson                   |
| Herreneinzel | Salim                         | Jyri Aalto                       | Daniel Eriksson                    |
| Dameneinzel  | Takako Ida                    | Sandra Dimbour                   | Ella Karachkova                    |
| Dameneinzel  | Takako Ida                    | Sandra Dimbour                   | Julia Mann                         |
| Herrendoppel | James Anderson Graham Hurrell | Manuel Dubrulle Vincent Laigle   | Henrik Andersson Fredrik Bergström |
| Herrendoppel | James Anderson Graham Hurrell | Manuel Dubrulle Vincent Laigle   | Anthony Clark Ian Sullivan         |
| Damendoppel  | Takae Masumo Chikako Nakayama | Joanne Davies Gail Emms          | Jenny Karlsson Anna Lundin         |
| Damendoppel  | Takae Masumo Chikako Nakayama | Joanne Davies Gail Emms          | Nicol Pitro Anika Sietz            |
| Mixed        | Ian Sullivan Gail Emms        | Fredrik Bergström Jenny Karlsson | Andrej Pohar Maja Pohar            |
| Mixed        | Ian Sullivan Gail Emms        | Fredrik Bergström Jenny Karlsson | Henrik Andersson Anna Lundin       |